# Sussuapara
Sussuapara est une municipalité brésilienne située dans l'État du Piauí.